# CKデザイン・仔猿
仔猿（こざる、ラテン文字表記: Ko-zaru ）とは、CKデザイン有限会社が製造するオートバイの車名である。2003年（平成15年）に発売されて以来、シリーズ車種として数車種が生産されている。
公道を走行可能なオートバイとしては世界最小である（2017年時点）。納車方法が宅配便というのも際立った特徴。

## 名称
「仔猿」のモデル表記は「Ko-zaru」が正規である。これは、「Kit Osca Z-bike Assembly Real Ultramini」から頭字語を「KOZARU」とし、そこから転じて「仔猿（猿の子供）」の意を強めた「Ko-zaru」という表記を採用している。

## 概要
開発者である佐々木和夫社長は、東京都調布市に工房を構えている。
佐々木のオートバイに関する原体験として、「多摩テック」（かつて東京都日野市にあった本田技研工業〈ホンダ〉系列の遊園地）の乗り物として作られた、「ホンダ・モンキー」の前身車種「Z100」に乗った中学生時代の思い出がある。そのときの嬉しさが「仔猿」の開発に繋がっていると語る。また、長じてはホンダと社員となり、原動機付自転車（ホンダ・シャリィなど）や競技用オートバイの設計を手掛けていた佐々木であった。佐々木は1980年（昭和55年）にホンダを退社して独立し、二輪車設計事務所を起業した。
起業後はドイツのオートバイメーカー「ホレックス」の製造権を買い取り、ホンダ製の世界最速レベルの単気筒エンジンを搭載したオートバイ「ホレックス644オスカ (Horex 644 Osca)」の生産に乗り出したが、まずは50台を製造し、ドイツへ売り込もうと思った矢先、東西ドイツの統一という世界史上の一大変革期に当たってしまい、経済不況に陥ったドイツからは需要が消失してしまったため、佐々木には億単位の借金だけが残った。
一からやり直しことになった佐々木は1987年（昭和62年）8月にCKデザイン有限会社を立ち上げた。
それからおよそ10年が経ったある日、佐々木はフリーマーケットでホンダ製の汎用エンジンを見付ける。それはポンプや草刈りに使われる排気量31ccの小さな汎用4ストロークエンジン「GX31」であった。1997年（平成9年）3月27日に発売されたこのエンジンに惹きつけられた佐々木は、「このエンジンで何か作りたい」と思ったという。これが「仔猿」の開発に着手するきっかけとなった。亡くなった本田宗一郎から「佐々木君だったらこのエンジンで何を作る？」と問われているような気がしたのだと、佐々木は当時を振り返る。
そのようなことで、佐々木は研究を重ね、ついに2002年（平成15年）、「仔猿」を発売する。友人を数えたら36名いたので、最初は彼ら用に36台作って"押し売り"したという。しかし、「面白い」「初めてバイクに乗った日を思い出す」などと好評であった。
搭載しているエンジンは、当初は前述した排気量31ccのホンダ製汎用4ストロークエンジン「GX31」を使っていた。それが絶版になってからは、36cc（富士重工製ロビンEH035）の4ストロークエンジンに切り替えている。排気量は仔猿というバイクの性質、安全性などから２２㏄から３６ｃｃまでとしている。全長82.5cm、全幅43cm、全高62.5cmと、仔猿の車体は「ホンダ・モンキー」よりもさらに小さく、重量は20kgほどしかない。道路交通法上は原動機付自転車に分類される。
最高速度が道路交通法上の限定規定にある時速20kmを上回るため、スピードメーター、ウィンカーランプ、ブレーキランプが装備されることとなった。また、ウィンカーおよびテールランプは、省電力化の目的からLEDを使用し、同部品において日本国内ではオートバイとして初のLED採用例となっている。
バッテリーは別売りで、公道を走行するにはバッテリーの購入が必要。このバッテリーを工夫することもファンにとってはひとつの楽しみになっている。前述のとおり、灯火類にLEDを採用していて省電力であることから、一般的な充電式乾電池も使える。さらには、携帯電話のモバイルバッテリーを使えるようにすべく研究中であるという（2017年時点）。
もうひとつの特徴としてキットバイクを主仕様として設け、日本初としている。
鞄などに収納して、列車で輪行するほか、かつては飛行機に載せて運んでいた人もいた。普通の自動車が通れない場所で使う補助的な乗り物として、自動車に積んでいる消防団もある。また、東日本大震災が発生した際、被災地で移動用に使う人もいたことから、それ以降はメーカーのほうでも避難用に車載するという使い方を広めているという。
2017年（平成29年）には、累計販売台数1,000台を突破した。

## モデル一覧
- Z31A-1型 - 排気量31cc。
- Z31A-2型 - 排気量31cc。
- CZ62 - 排気量31cc。
- CZ70 - 排気量35cc。
- CZ70-LPG - 排気量34cc[5]。ノリモノランドが取り扱うLPG仕様車[6][5]。
- Z35J - 排気量35cc。
- Z35M - 排気量35cc。
- Z31M - 排気量31cc
- A31A 諸元　  型　　式 	OSCA　Z31A　	     全長 / 全幅 / 全高		     (走行可状態/ミラー含まず) 	822mm / 430mm / 625mm 	     軸間距離 	567mm 	     シート高  	430mm 	     乾燥重量 	19.3kg 	     エンジン型式 	空冷4 サイクル水平単気筒 	     弁方式 	OHV 	     総排気量 	31cc 	     ボア*ストローク  	39mm×26mm 	     圧縮比 	8.0：1 	     最高出力 	1.5ps / 7000rpm 	     最大トルク 	0.17kgm / 4500rpm 	     キャブレター形式 	ダイヤフラム式（オーバーフローリターン） 	     始動方式 	リコイル式

## 関連車種
- ST22 - 排気量22cc。ホンダ製汎用エンジンGX22搭載モデル。
- ST31 - 排気量31cc。
- ST35 - 排気量35cc。

　●　X50TT　2気筒　2022.04に発表された。
STシリーズは、「LA-X」の別名をもち、ユーザーレベルでは「仔犬」「コイーヌ」などの愛称で呼ばれる、仔猿シリーズの兄弟車種。パイプフレームの仔猿とは異なり、モノコックフレームを最大の特徴とする。現時点まで正式に量産化されておらず、極小数が製造されたに留まるが、量産販売に向けての購入予約は受け付けている模様。